# Xã River, Quận Pawnee, Kansas
Xã River (tiếng Anh: River Township) là một xã thuộc quận Pawnee, tiểu bang Kansas, Hoa Kỳ. Năm 2010, dân số của xã này là 66 người.